# 涂必泓
涂必泓（？年—？年），號印海，江西承宣布政使司南昌府（今江西省南昌市）人，明末清初政治人物。

## 生平
崇禎三年（1630年）庚午科舉人，四年（1631年），联捷登辛未科進士，礼部观政，五年授长洲县知县，九年應天府同考，十年首举卓异，本年行取，十一年正月升兵部车驾司主事，本年钦授贵州道監察御史，十二年巡视節慎庫，又巡按雲南。
明亡後歸附清朝，授掌河南道監察御史。順治元年（1644年），改太僕寺少卿。次年，改左僉都御史。